# Toulonjac
Toulonjac is een gemeente in het Franse departement Aveyron (regio Occitanie) en telt 642 inwoners (1999). De plaats maakt deel uit van het arrondissement Villefranche-de-Rouergue.

## Geografie
De oppervlakte van Toulonjac bedraagt 7,3 km², de bevolkingsdichtheid is 87,9 inwoners per km².

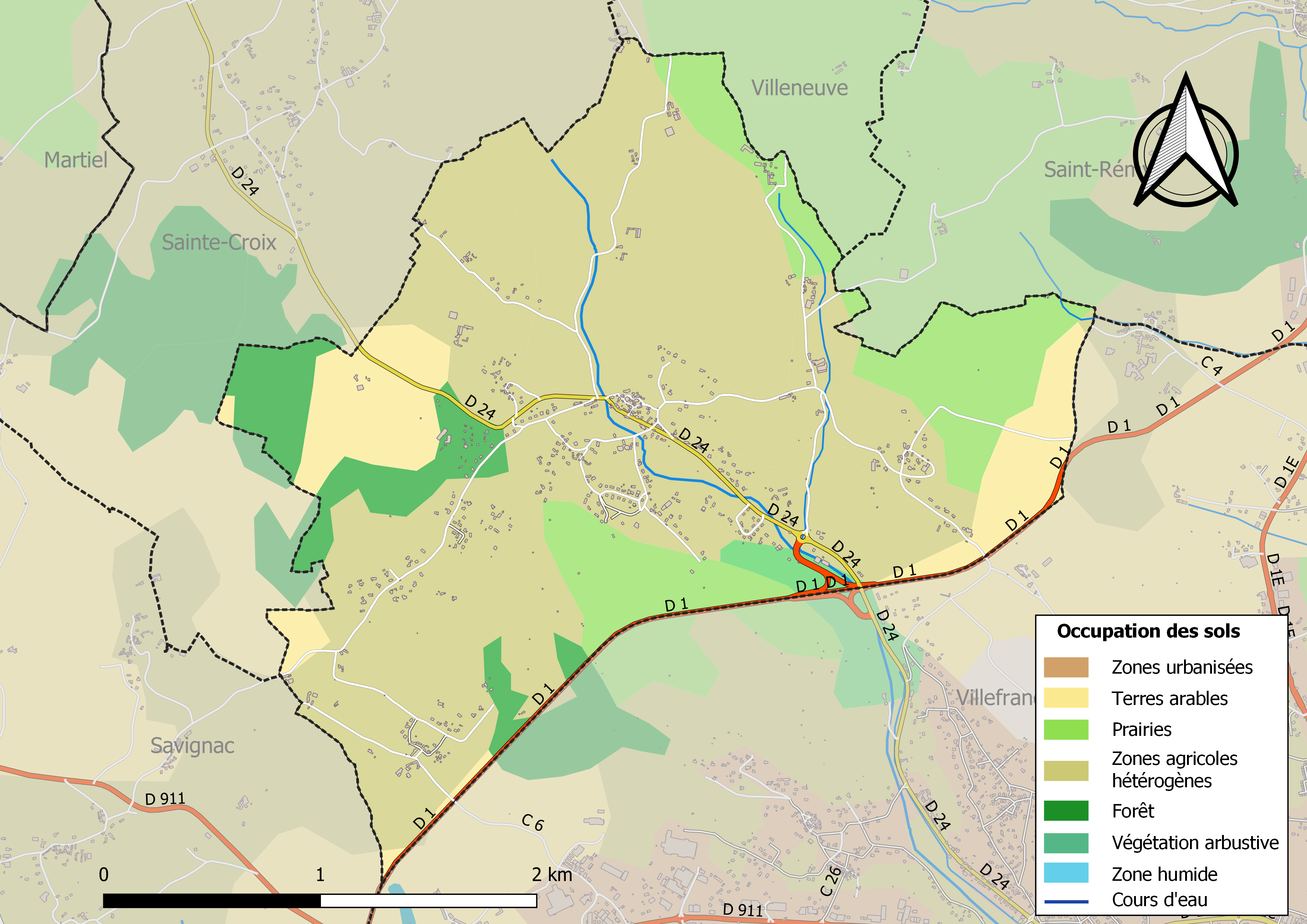
Kaart van de gemeente met de belangrijkste infrastructuur en aangrenzende gemeenten

## Demografie
Onderstaande figuur toont het verloop van het inwonertal (bron: INSEE-tellingen).

Vanwege een beveiligingsprobleem met de MediaWiki Graph-software is het momenteel niet mogelijk deze grafiek weer te geven. Zodra de software is bijgewerkt zal de grafiek vanzelf weer zichtbaar worden.